# Тольтекско-чичимекская история
Тольтекско-чичимекская история (аст. Historia Tolteca-Chichimeca) — рукопись XVI века на языке науатль, посвященная истории Куаутинчана. В настоящее время хранится в собраниях Национальной библиотеки Франции в Париже.

## История
Текст описывает историю тольтеков и чичимеков до миграции чичимеков в 1544 году. Рукопись была написана на европейской бумаге между 1547 и 1560 годами. В 1976 году был издан полный список фотографий рукописи, вместе с переводом и комментариями Пауля Кирхгоффа, Лины Одены Гуэмес и Луиса Рейеса Гарсии. Автор сочинения не известен. Им точно не является мексиканский писатель и историк колониальной эпохи Фернандо де Альва Иштлильшочитль, который написал аналогичное сочинение — «Историю народа чичимеков» (исп. Historia de la nación chichimeca).